# Seget (Umag)
Pour les articles homonymes, voir Seget.
Seget, ou en italien Seghetto est une localité de Croatie située en Istrie, dans la municipalité d'Umag, dans le comitat d'Istrie. En 2001, la localité comptait 190 habitants.

## Démographie
| 1948 | 1953 | 1961 | 1971 | 1981 | 1991 | 2001 |
| ---- | ---- | ---- | ---- | ---- | ---- | ---- |
| 121  | 127  | 122  | 111  | 149  | 216  | 190  |